# Operació Anubis
L'operació Anubis fou una operació contra el referèndum convocat per l'1 d'octubre de 2017 a Catalunya. L'operació va ser executada el 20 de setembre de 2017 per part de la Guàrdia Civil per ordre del jutjat d'instrucció número 13 de Barcelona, del qual era titular el jutge Juan Antonio Ramírez Sunyer. Es van escorcollar diferents seus del govern català i es van efectuar 15 detencions d'alts càrrecs, treballadors públics i responsables d'empreses col·laboradores en la preparació del referèndum. Les forces de la Guàrdia Civil van escorcollar les conselleries d'Economia, Governació, Afers i Relacions Institucionals i Exteriors, i Treball, Afers Socials i Famílies, a més de les dependències vinculades i domicilis particulars.
Poc després de l'arribada d'efectius policials a les seus escorcollades, van començar, de forma espontània, concentracions de manifestants en suport al Govern de la Generalitat.

## 20 de setembre
Aquesta operació prové de la investigació judicial portada pel jutjat d'instrucció número 13, que investigava les declaracions de l'exjutge Santi Vidal arran d'una denúncia del partit polític VOX i d'un particular.
A primera hora del matí diverses unitats de la Guàrdia Civil es van presentar a les seus de Vicepresidència i Economia, del Departament d'Exteriors, del de Governació, del d'Afers Socials i Família, a l'Agència Tributària de Catalunya, al Consorci d'Administració Oberta de Catalunya, a l'Institut Català de Finances, a la Fundació Puntcat, a alguns domicilis particulars de tècnics i alts càrrecs del Govern i a una nau industrial de Bigues i Riells, entre d'altres.
Aquests escorcolls van anar finalitzant i la Guàrdia Civil va anar abandonant progressivament els edificis, excepte a la Via Laietana i a la seu del Departament d'Economia, on s'havien concentrat milers de manifestants. Segons fonts policials, la Guàrdia Civil acabaria sortint de matinada, després d'haver passat més de vint hores tancats a l'edifici, protegits pels Mossos d'Esquadra i alguns dels manifestants.

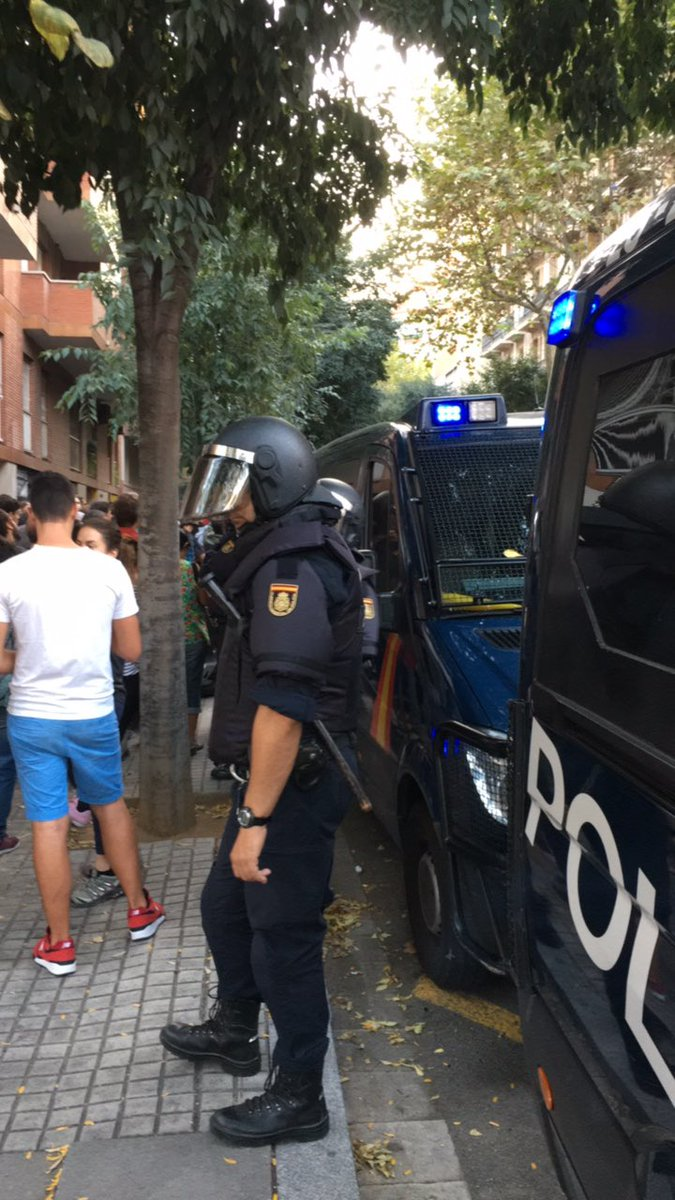
Membres de la policia nacional davant de la seu de la CUP.

El mateix dia, membres de la Policia Nacional es van presentar davant la seu nacional de la CUP al carrer de Casp de Barcelona. Atès que no van presentar cap ordre judicial, membres i simpatitzants del partit van aconseguir impedir-los l'entrada. També foren recolzats per polítics aliens a la formació, com el Jaume Asens, la Gala Pin, l'Alfred Bosch, o el Xavier Trias. El desplegament es va mantenir durant vuit hores i finalment van marxar sense fer cap escorcoll ni detenció.
La Guàrdia Civil també va fer escorcolls a les dependències de l'Institut d'Estudis de l'Autogovern, dirigit per Carles Viver i Pi-Sunyer, on no es van practicar detencions.
El mateix dia es va saber que arribaven als ports de Barcelona i Tarragona tres vaixells per allotjar-hi reforços policials provinents de diferents indrets d'Espanya (Azzurra, Rhapsody i Moby Dada). El primer vaixell en arribar va ser el Rhapsody, d'una naviliera italiana, seguit del MS Moby Dada també italià. El vaixell atracat a Tarragona portava per nom GNV Azzurra. Tots tres vaixells sumaven més de 4.000 llits.

### Detencions
La Guàrdia Civil va detenir 14 persones, la majoria dels quals alts càrrecs de la Generalitat de Catalunya:
- Josep Maria Jové, secretari general de la Vicepresidència i d'Economia i Hisenda.
- Josep Lluís Salvadó, secretari d'Hisenda.
- David Franco, cap de desenvolupament de l'àrea de Tecnologies de la Informació i les Comunicacions.
- David Palanques, oficina tècnica de projectes del Departament de Treball, Afers Socials i Famílies.
- Josuè Sallent, director d'Estratègia i Innovació del CTTI.
- Xavier Puig Farré, responsable de l'Àrea de Tecnologies de la Informació i les Comunicacions del Departament d'Exteriors.
- Joan Manel Gómez, treballador del Consorci d'Administració Oberta de Catalunya.
- Francesc Sutrias, director del departament de Patrimoni.
- Joan Ignasi Sánchez, assessor del gabinet de la consellera de Governació.
- Natàlia Garriga, directora de serveis de la Vicepresidència.
- Josep Masoliver, director de l'àrea d'informació i sistemes de la Fundació puntCat.
- Mercè Martinez Martos, tècnica del departament de Vicepresidència.
- Rosa María Rodríguez Curto, directora de serveis de l'empresa T-Systems.
- Pau Furriol, propietari d'una nau industrial on es van confiscar paperetes del referèndum.

Tots els detinguts van ser posats en llibertat després de comparèixer davant el jutge instructor, alguns d'ells dos dies després de la seva detenció. Tots ells es van acollir al dret a no declarar. Els delictes que el jutge instructor els imputà eren els de desobediència al Tribunal Constitucional per no aturar el referèndum, prevaricació i malversació de fons públics.

### Mobilitzacions ciutadanes

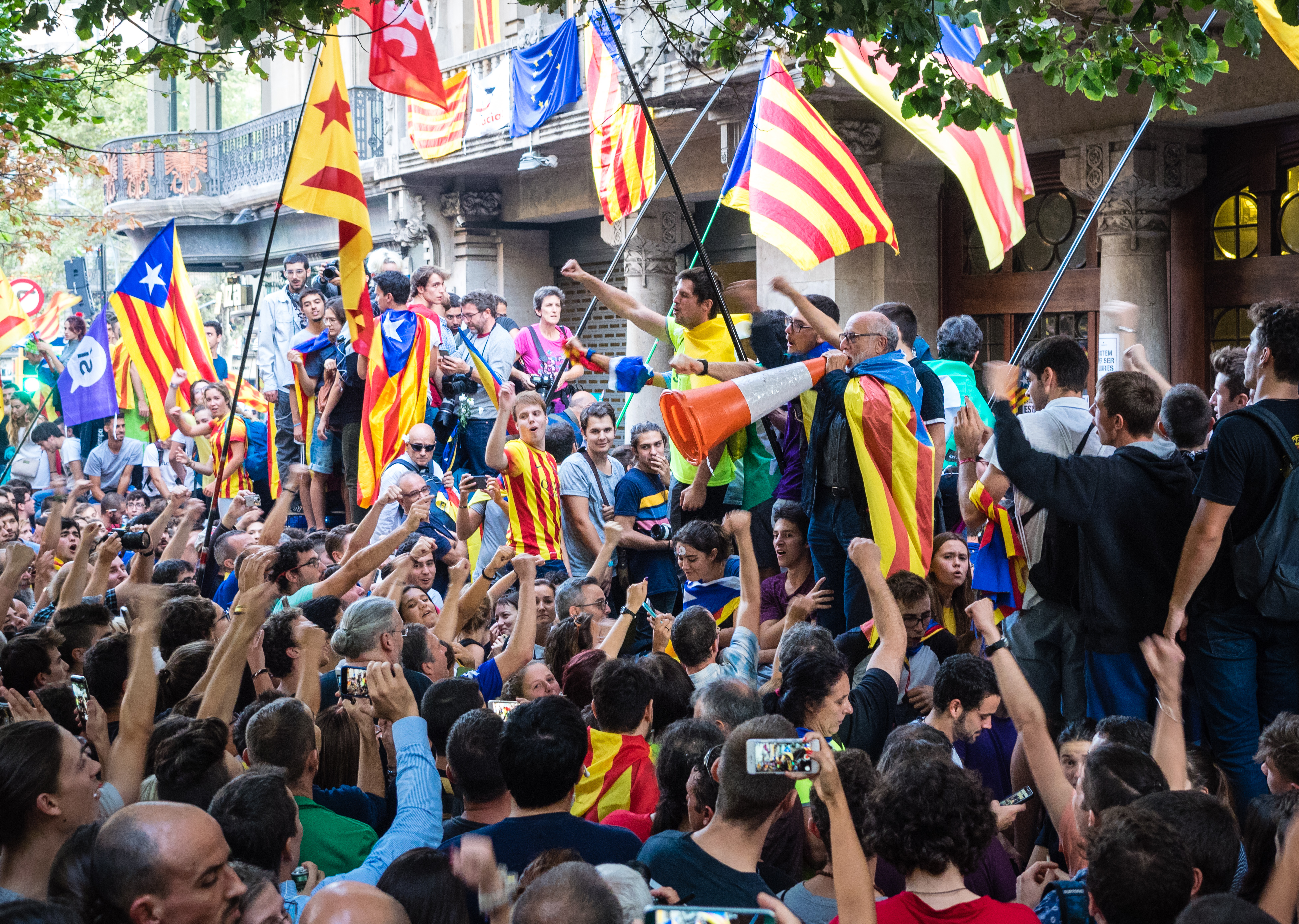
Manifestació davant la seu del Departament d'Economia.

Quasi simultàniament als escorcolls, ciutadans es van anar concentrant davant les seus on estava entrant la Guàrdia Civil, majoritàriament davant la seu del Departament d'Economia a la Rambla de Catalunya i la seu del Departament d'Exteriors a Via Laietana, totes dues a Barcelona.
Les entitats sobiranistes Òmnium Cultural i Assemblea Nacional Catalana, davant la magnitud de l'operació i les primeres notícies de detencions d'alts càrrecs, van fer una crida a la mobilització pacífica davant els edificis on es feien els escorcolls. A mig matí la quantitat de manifestants congregats a Rambla de Catalunya va anar augmentant i van tallar la Gran Via.
La concentració davant la seu d'Economia va anar creixent en quantitat fins a esdevenir massiva –més de 40.000 persones segons la Guàrdia Urbana– a primera hora de la tarda. La concentració a Economia es va allargar fins ben entrada la matinada, quan Mossos i Guàrdia Civil van abandonar l'edifici.
Arreu de Catalunya va haver-hi diverses concentracions de protesta, així com una esquellotada des de les cases convocada a les 10 del vespre. A altres ciutats de l'estat espanyol també es van produir concentracions de rebuig.
Al Liceu de Barcelona el públic va cantar Els segadors i es van cridar consignes a favor del referèndum abans de la representació de Il viaggio a Reims.

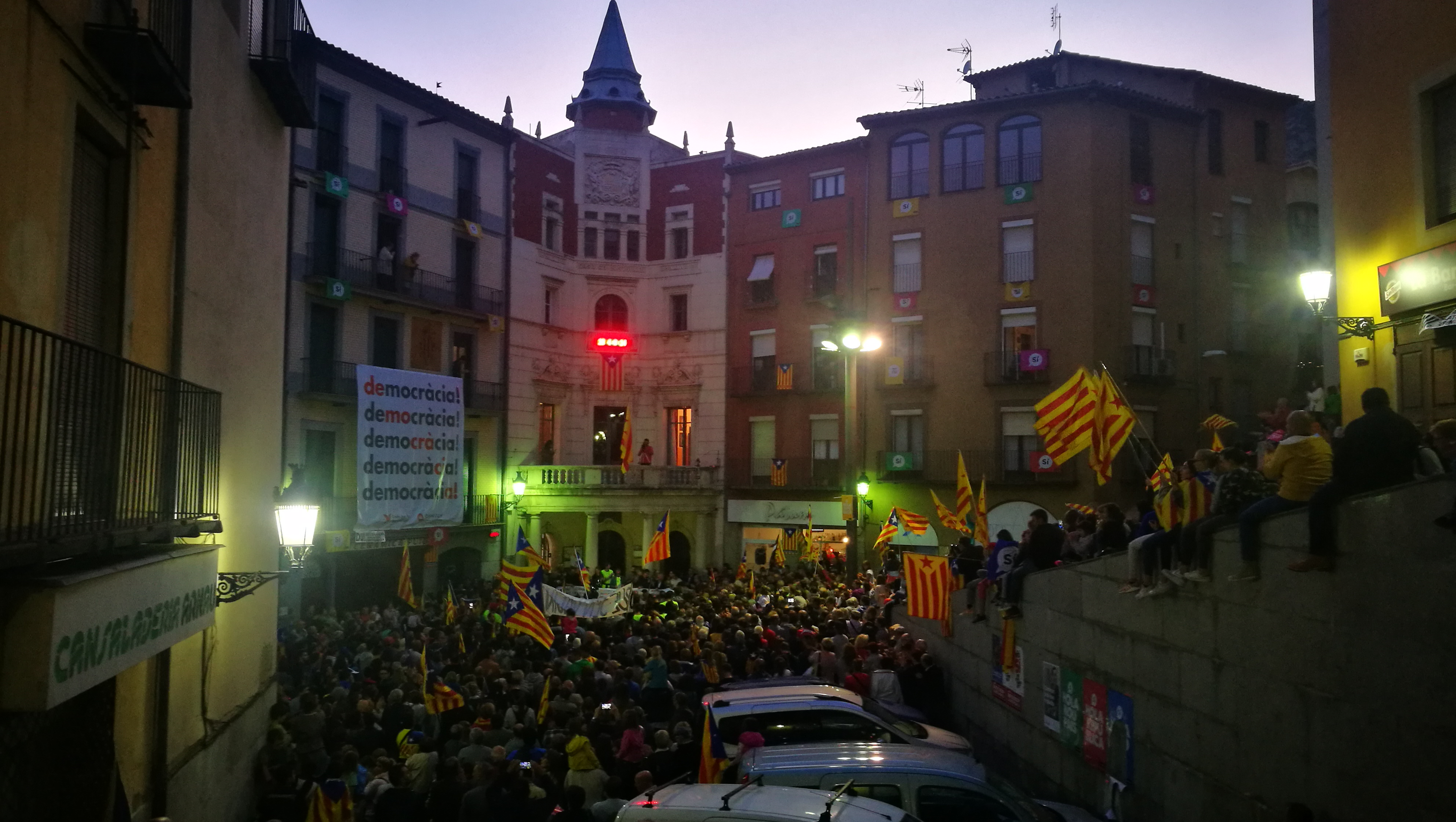
Manifestació a Berga.
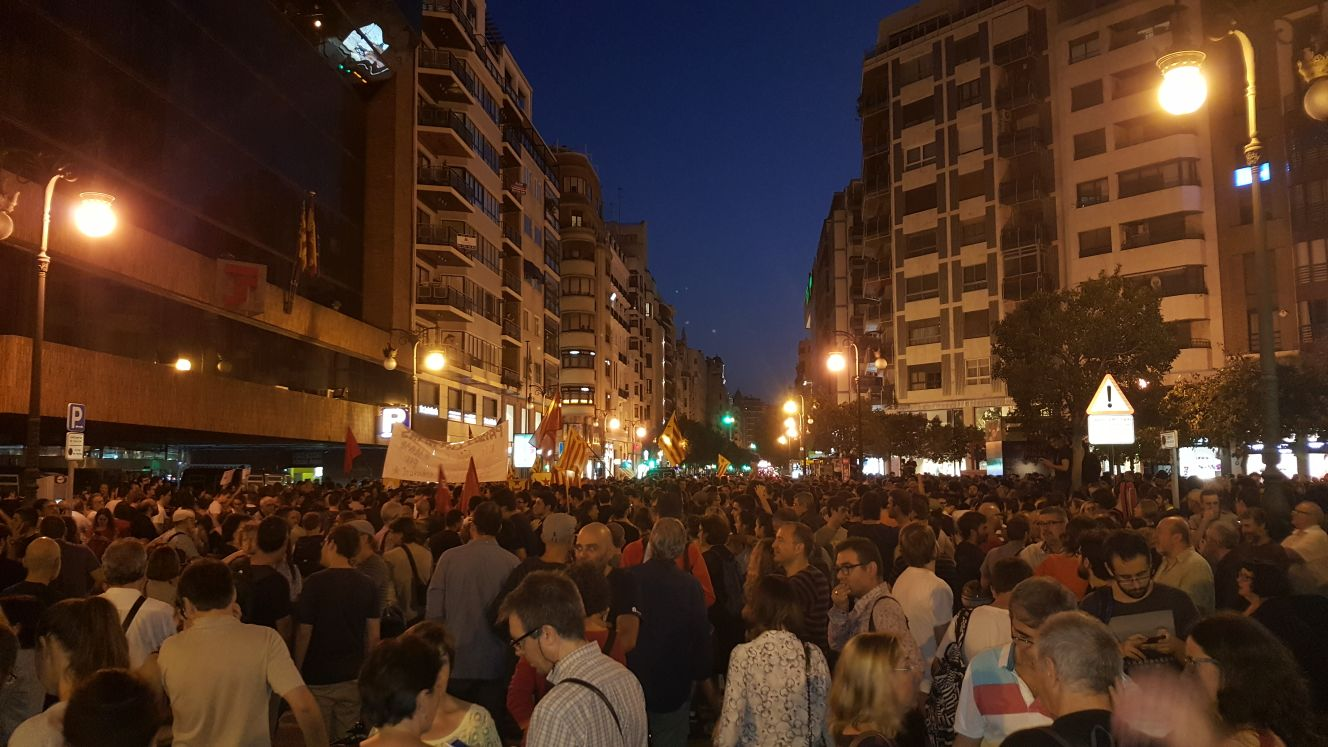
Manifestació a València.

## 21 de setembre

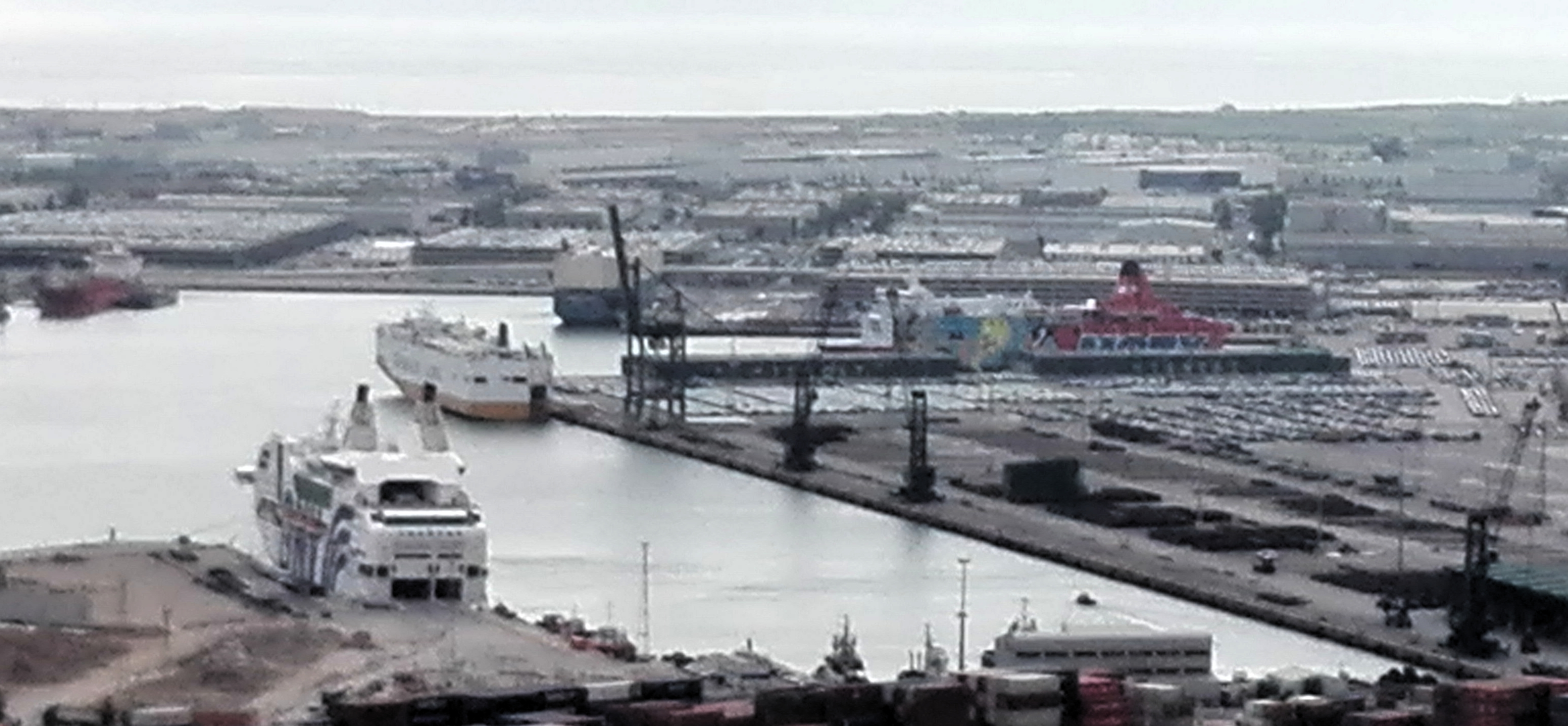
Els vaixells MS Moby Dada (dreta) i Rhapsody (esquerra), que van allotjar els reforços policials al port de Barcelona.

El dia 21 de setembre, endemà de les detencions, es va convocar una concentració al passeig de Lluís Companys de Barcelona, davant el Tribunal Superior de Justícia de Catalunya per reclamar l'alliberament de totes les persones detingudes. L'Assemblea i Òmnium van fer una crida a la mobilització permanent per defensar les institucions de Catalunya i van reclamar que s'alliberin tots els detinguts. A l'acte hi van assistir milers de persones i hi van intervenir Jordi Sànchez, Jordi Cuixart, Carme Forcadell i Albano Dante Fachin, entre altres personalitats.
Els estibadors del port de Barcelona i de Tarragona es van negar a treballar amb els vaixells que allotgaven la policia. Aquesta decisió es va votar en assemblea el matí del dia 21 de setembre.
Un col·lectiu d'Estudiants universitaris van abandonar les aules i van tallar l'avinguda de la Diagonal de Barcelona a l'altura del Palau Reial, i es van dirigir fins a l'Arc de Triomf. També van tallar la Gran Via a la zona de l'edifici antic de la Universitat de Barcelona, a plaça de la Universitat. A la Universitat Autònoma de Barcelona també es va organitzar un acte de protesta.
A la Caserna de la Guàrdia Civil de la travessera de Gràcia es va produir una concentració a favor de la Guàrdia Civil, on unes 150 persones van cantar reclams com Espanya una i no cinquanta-una, No votareu, Que no ens enganyin Catalunya és Espanya, o Visca la Guàrdia Civil.
Es creà una web per al referèndum de domini marianorajoy.cat

## 22 de setembre
El divendres 22 de setembre la fiscalia de l'Audiència Nacional va denunciar per sedició als presidents d'Òmnium Cultural, Jordi Cuixart, i el de l'Assemblea Nacional Catalana, Jordi Sànchez per ser els instigadors de les mobilitzacions del 20 i 21 de setembre. La jutgessa de l'Audiència Nacional Carmen Lamela va admetre a tràmit la denúncia de sedició de la fiscalia el 27 de setembre.
Per una altra banda, el magistrat del jutjat d'instrucció número 13 de Barcelona va ordenar deixar en llibertat els sis presos polítics que encara estaven retinguts. Van quedar en llibertat amb càrrecs, però no se'ls va acusar de sedició. Tenien l'obligació de comparèixer una vegada a la setmana, tal com havia demanat la fiscalia. Josep Maria Jové, Lluís Salvadó, Pep Masoliver, Rosa María Rodríguez Curto, Juan Manuel Gómez i Josuè Sallent, van sortir lliures a les 15.30 h de la Ciutat de la Justícia, on centenars de persones els van rebre amb mostres de suport. A les 18 h es va organitzar una nova concentració davant del TSJ per celebrar l'alliberament dels presos.
Els estudiants universitaris van ocupar l'Edifici històric de la Universitat de Barcelona en suport del referèndum. Per segon dia consecutiu, va haver-hi mobilitzacions també a Girona, Tarragona i Lleida convocades per Universitats per la República en defensa de la democràcia.

## 24 de setembre
El diumenge 24 de setembre, a partir de les 10 h del matí, s'inicià l'acte organitzat per Òmnium Cultural i l'ANC a totes les places de la vila de Catalunya per fabricar material de campanya per al referèndum i després col·locar-lo en tots els municipis de Catalunya.
Eixe mateix dia els policies del creuer Moby Dada taparen la imatge de Piuet del vaixell amb una lona per exigència de l'empresa Warner, fet al qual va respondre la ciutadania fent Trending Topic a Twitter el hashtag "#FreePiolín" basant-se en les campanyes d'alliberament de persones segrestades.

## 25 de setembre
Retiraren la lona que cobria a Piuet al vaixell Moby Dada.
El creador de la web marianorajoy.cat, Lluís Montabes, fou citat a declarar a la comissaria per la Guàrdia Civil.
Un furoner de Burjassot presumptament publicà una llista de webs on la gent podia informar-se sobre el referèndum i fou citat a un judici on la jutgessa li demanà les contrasenyes dels seus comptes de llocs web de xarxes socials.
La intervenció de la fiscalia i la Guàrdia Civil a la xarxa amb el tancament de més de 140 webs, sovint sense cap autorització judicial, el bloqueig d'accés a les IP's del territori espanyol a certs dominis de fora d'aquest territori i la intervenció al gestor de dominis PuntCAT on va arrestar al seu director tècnic Pep Masoliver, varen produir un conjunt de queixes i suports internacionals, com la intervenció de Julian Assange a Twitter o la denúncia davant d'Andrus Ansip, comissari TIC europeu i vicepresident de la Comissió Europea, feta des del CTTI.
A instància del seu capítol català, la Internet Society va fer una declaració institucional on denunciava la limitació de llibertat d'accés i informació, que li és pròpia a Internet, feta pel govern espanyol. La reacció del capítol espanyol de la Internet Society va ser alinear-se amb l'actuació del govern espanyol contradient la posició de l'organisme internacional. Aquesta decisió es va produir en una reunió sorpresa en absència dels 3 representants catalans. En desacord amb aquesta actuació, varen presentar la seva dimissió tots tres membres, un d'ells el president Andreu Veà.

## Reaccions institucionals

### A Catalunya
Al cap de poques hores d'iniciar-se els escorcolls, el president de la Generalitat Carles Puigdemont va convocar una reunió de Govern extraordinària. En finalitzar la reunió va haver-hi una compareixença del Govern en ple. En aquesta compareixença es va denunciar que l'estat espanyol havia instal·lat un "estat d'excepció de facto" a Catalunya; també es va deixar clar que el Referèndum de l'1 d'octubre seguia convocat.

### A Espanya
El president espanyol Mariano Rajoy va comparèixer a les 21.00 h per llegir una declaració. En aquesta declaració va justificar l'operació policial i judicial per fer complir l'estat de dret i fent èmfasi en la independència judicial i va tornar a qualificar el referèndum d'il·legal i que l'estat seguiria responent a tota vulneració de la legalitat a Catalunya.
El mateix dia al matí el ministre d'Hisenda Cristóbal Montoro va signar l'ordre que treia el control de la despesa de la Generalitat ("la clau de la caixa").
L'endemà, 21 de setembre, membres dels grups parlamentaris al Congrés dels Diputats Podem, PDeCAT, Compromís, IU, PNB i Bildu es van solidaritzar en una intervenció amb la petició d'ERC d'alliberar tots els detinguts.

### A Europa
Membres de la cambra dels Lords i dels Comuns al parlament de Westminster van reclamar a l'executiu de Mariano Rajoy que no posés més obstacles a la celebració del referèndum de l'1 d'Octubre en una carta oberta. Els signants de la carta eren membres del grup de discussió sobre Catalunya de Westminster.
El mateix dimecres al vespre el diari belga "knack" va publicar unes declaracions del ministre-president de Flandes, Geert Bourgeois on denunciava l'escalada judicial del conflicte i demanava una negociació entre l'executiu espanyol i el govern català i, si això no era possible, una mediació internacional.
El dijous 21 de setembre en una intervenció al Parlament Escocès, la primera ministra Nicola Sturgeon ha afirmat que "preocupa a tot arreu" que l'Estat espanyol "negui el dret d'un poble a expressar democràticament la seva voluntat".
El matí del 22 de setembre el Consell Regional de Sardenya va aprovar per unanimitat una moció de solidaritat amb Catalunya i demanant una intervenció útil a la comunitat internacional.

### Altres respostes
El FC Barcelona va condemnar "qualsevol acció" que atempti contra l'exercici de "la democràcia, la llibertat d'expressió i el dret a decidir" en un comunicat publicat via Twitter. El Girona FC també va emetre un comunicat per condemnar les mesures repressives. El RCD Espanyol va publicar una sèrie de piulades demanant diàleg i "no atiar el conflicte en la societat catalana".
A l'editorial del setmanari britànic "The Economist" del dia 22 de setembre demanant que es reformi la constitució espanyola per permetre un referèndum a Catalunya i demana al Govern de la generalitat que es faci un pas endarrere en la celebració del referèndum de l'1 d'octubre.

## Conseqüències
Aquesta operació va provocar un clima de tensió a Catalunya que va esclatar durant la mateixa jornada del referèndum, quan una nova macro-operació policial va intentar impedir-ho i va acabar amb més de 1.000 votants ferits. Dues setmanes després, Jordi Cuixart i Jordi Sànchez van ser acusats de sedició per la fiscalia arran de les concentracions de protesta i la jutgessa Carmen Lamela va decretar presó sense fiança el 16 d'octubre. La interlocutòria, fou durament criticada i diversos mitjans van publicar proves que contradeien parts del text de la decisió judicial. El mateix President de la Generalitat de Catalunya, entre d'altres personalitats, així com associacions integrants de la Taula per la Democràcia i l'Aliança Lliure Europea consideren que Cuixart i Jordi Sànchez són presos polítics. Amnistia Internacional va demanar la seva posada en llibertat immediata. Encara són a la presó a l'espera de judici.